# John A. Costello
John Aloysius Costello (Iers: Seán Alabhaois Mac Coisdealbha, Dublin, 20 juni 1891 - aldaar, 5 januari 1976) was een Iers staatsman. Van 1948 tot 1951 en van 1954 tot 1957 was hij premier (Taoiseach) van Ierland.
Costello studeerde letteren, geschiedenis en rechten aan de Universiteit van Dublin. Vanaf 1914 was hij als advocaat werkzaam. In 1922 werd hij lid van staf van de hoofdaanklager van de Ierse Vrijstaat. In 1926 werd hij zelf hoofdaanklager. Daarnaast vertegenwoordigde hij de Ierse Vrijstaat bij de vergaderingen van de Volkenbond en het Britse Gemenebest.
In 1933 werd Costello voor de Fine Gael (FG) in het parlement gekozen. In 1948 werd hem verzocht en kabinet te vormen en hij werd premier. Op 7 september 1948 kondigde hij op een persconferentie in Canada aan dat de Ierse Vrijstaat uit het Gemenebest trad. Op 18 april 1949 (tweede paasdag) werd de Ierse Republiek uitgeroepen.
In 1950 ontwierp hij samen met zijn minister van Volksgezondheid, Noel Browne, het Moeder en Kind Programma. Dit programma voorzag in gratis gezondheidszorg voor kinderen vanaf 16 jaar. De Rooms-Katholieke Kerk, die tot dan toe de gezondheidszorg regelde, was hier kwaad over, hetgeen de val van Costello betekende (mei 1951).
In mei 1954 werd Costello opnieuw premier van Ierland. Zijn regering werd ernstig gedestabiliseerd door de activiteiten van de IRA en de moties van wantrouwen die telkens door de oppositie (Fianna Fáil en Clann na Poblachta) werden ingediend. In 1957 diende Costello zijn ontslag in en keerde terug naar de advocatuur.
Costello is talrijke malen onderscheiden, waaronder eredoctoraten in de Verenigde Staten van Amerika.
- Gemeinsame Normdatei: 136956866
- International Standard Name Identifier: 0000 0000 8302 864X
- Library of Congress Control Number: no96053876
- National Archives and Records Administration: 133876550
- Nationale Bibliotheek van Israël: 987007327903205171
- SNAC: w6320m6k
- Virtual International Authority File: 111105669
- WorldCat: E39PBJrwWkh68Cdjmfddgybw4q